# Maximum the Hormone
Maximum the Hormone (マキシマム ザ ホルモン, Makishimamu Za Horumon) ist eine japanische Alternative-Metal-/Hardcore-Punk-Band aus Hachiōji, Tokio. Die Formation besteht seit 1999 aus den Mitgliedern Daisuke Tsuda, Futoshi Uehara, Nao Kawakita und Ryo Kawakita. Mit Ausnahme von Futoshi, der meist nur Begleitgesang singt, wechseln sich die restlichen drei Mitglieder in fast jedem Song mit dem Lead-Gesang ab.

## Stil
Die Gruppe ist für ihren unkonventionellen und experimentellen Stil der Alternative-Metal-Musik bekannt. Im Laufe ihrer Karriere haben sie Elemente aus Punk, Hardcore, Pop und Ska in ihren Sound eingebunden. Stilistisch verläuft ihre Musik von dunkel und ernst bis zu ironisch und humorvoll, oft mit drastischen Veränderungen in Tempo und Stimmung im Laufe eines Songs. Ihre Musikvideos haben oft einen ironisch gemeinten Aspekt, so wie Rolling1000tOOn, das einen Underdog zeigt, der zu einem Tyrannen mutiert, oder Koi no Mega Lover, das einen Möchtegern-Frauenheld zeigt, dessen Anmachversuche von einem hübschen Mädchen abgelehnt werden.

## Bandgeschichte

### 1998–2001: Gründung, Besetzungswechsel und die Bedeutung ihres Namens
Maximum the Hormone wurde 1998 von Daisuke Tsuda und Nao Kawakita gegründet und durch Key und Sugi komplettiert. Nach einigen regionalen Auftritten, unterschrieb die Band einen Vertrag bei dem japanischen Rock Label Sky Records. A.S.A. Crew war das erste Album auf diesem Label und war das einzige Full-Length-Album mit diesem Lineup. Zu dieser Zeit schrieb Daisuke seine Songs ausschließlich in Englisch, und Maximum the Hormone wurde in lateinischen Buchstaben geschrieben. Das änderte sich, als Key und Sugi die Band 1999 verließen.
Auf der Suche nach neuen Mitgliedern, dachte Nao an ihren jüngeren Bruder Ryo, der seit er in der Junior High School war Gitarre spielte und auch sehr gut singen konnte. Von da an teilten die beiden Männer sich den größten Teil des Gesangs, Daisuke übernahm die Schreie und Rap-Vocals und Ryo die melodischen Teile. Futoshi komplettierte das Quartett als Bassist. Nach dieser großen Veränderung beschloss die Band ihre Texte, und den Bandnamen in Katakana (eine Silben- oder Morenschrift der japanischen Sprache) zu verwurzeln. Im Jahr 2001 veröffentlichte die Band die EP Ootori.
Die in einem Interview gestellte Frage nach der Bedeutung des Namens, beantwortete Ryo so: „Verstehen Sie es, wie Sie wollen, ob nun als eine Art der japanischen Küche zum Kochen von Innereien oder dass die maximale Anzahl Ihrer Hormone zu kochen beginnt! Normalerweise, wenn wir im Ausland sind, glauben die Leute, wir wären eine Sorte von sexuellem Energydrink.“
„Hormone“ (oder horumon) ist eine Art der Yakiniku (japanisches Barbecue), bei dem viele der Organe, die in der Regel weggeworfen werden, in mundgerechte Stücke geschnitten und dann gegrillt werden.

### 2002–2005:Mimikajiru,KusobanundRock-impo Goroshi
Im Jahr 2002 verließ die Band Sky Records und unterschrieb bei Mimikajiru Records. Die Band veröffentlichte eine neue Single, Niku Cup, gefolgt von einem Album namens Mimikajiru.
Nach dem ersten Album in voller Länge wandte sich die Band noch mehr dem Aufnehmen zu, veröffentlichte zwei Singles und ein Album. Das nächste Album Kusoban (2004) enthielt ein breites Spektrum an Musikstilen und verband härtere Partien mit poppigen Passagen, was ihnen die Aufmerksamkeit der breiten Masse sicherte. Nach der Veröffentlichung von Kusoban unterschrieb die Band beim Major Label VPA. Nach einigen weiteren Singles veröffentlichte die Band ein weiteres Album, Rock-impo Goroshi. Die Veröffentlichung verursachte einen Einschnitt bei ihren Fans, da die Band entschied, mehr Karten für ihre Konzerte zu verkaufen, auf Festivals zu spielen und schließlich eine DVD, Debu Vs. Debu, zu veröffentlichen. Zusätzlich wurde ihr Song ROLLING1000tOON zur Titelmelodie der Anime-Serie Air Master.

### 2006–2008:Bu-ikikaesuund kommerzieller Erfolg
Der Durchbruch der Band erfolgte 2006 mit dem Lied Koi no Mega Lover, das im Sommer 2006 auf Platz neun der Oricon-Charts kletterte. Dies war ihr erster Top-Ten-Hit in Japan. Drei ihrer Songs wurden Bestandteile von Anime-Serien: What’s up, People?! und Zetsubō Billy als Titel- und Abspannmelodie der Serie Death Note und Akagi als Abspann der gleichnamigen. Nach diesen Erfolgen veröffentlichte die Band ihr nächstes Album, Bu-ikikaesu. Das Album stieg auf Platz fünf der Oricon-Charts ein. Es war somit das erste Album der Band, das die Chartverkaufszahlen erreichte. Das Album bekam Gold in Japan.

### 2008–2010:Tsume Tsume Tsumeund erste und zweite Pause
Im Jahr 2008 veröffentlichte die Band ihre zweite Live-DVD Deco Vs. Deco und hatte ihre ersten Auftritte in Übersee, eine kurze Tour durch die Vereinigten Staaten und Kanada als Unterstützung der Dropkick Murphys. Eine neue Single mit dem Namen Tsume Tsume Tsume/F die diese beiden Titel und Kill All the 349 enthielt, wurde zu Beginn der Tsume Tsume Tsume Tour im Juli 2008 veröffentlicht und erreichte Platz zwei der Oricon-Single-Charts. Die Tour lief bis zum 16. Oktober 2008, mit einem zusätzlichen Tour Finale am 30. November. Der Song F handelt vom Dragon-Ball-Charakter Freezer.
Maximum the Hormone spielten ihre ersten England-Konzerte als Support von Enter Shikari, als bekannt wurde, dass sich Daisuke wegen Problemen mit seinen Stimmbändern operieren lassen würde. Damit er vollkommen genesen konnte, legte die Band eine Pause ein, die im Dezember begann und einige Monate dauerte.
Nachdem Daisuke wieder einsatzfähig war, spielten sie ein paar Shows in Japan mit der Unterstützung von Bring Me the Horizon und Blessed by a Broken Heart. Bei den MTV Video Music Awards Japan gewannen sie 2009 den Award „Best Rock Video“ für Tsume Tsume Tsume.
Da Nao im Mai 2010 eine Tochter bekam, legte MTH bis auf Weiteres eine Pause ein und sagten alle Live-Auftritte ab.
Megadeth-Gitarrist Marty Friedman spielte eine Instrumentalversion von Tsume Tsume Tsume, bei der er gegen Ende in das Lied Louisiana Bob wechselt, auf seinem 2009 erschienenen Tribute/Coveralbum Tokyo Jukebox.

### Seit 2011:Greatest the Hits 2011-2011undYoshu Fukushu
Anfang 2011 erschien ihre Single Greatest the Hits 2011~2011, die drei Titel beinhaltet. Des Weiteren kündigten sie einige Live-Auftritte in Europa an, die unter dem Tournamen Euro Tour 2011 ENON -the Movie- lief.
Nach einer sechs Jahre andauernden Pause, die lediglich zweimal durch die Single-Abkopplungen Tsume Tsume Tsume/F und Greatest The Hits 2011~2011 unterbrochen wurde, gab die Band am 6. Juni 2013 auf ihrer Homepage das Release-Datum für das Comeback-Album bekannt. Unter dem Namen Yoshu Fukushu steht die Platte seit dem 31. Juli 2013 in den japanischen Läden zum Verkauf. Die aktuelle Single trägt den Namen A.L.I.E.N und spielt auf den japanischen P2P-Client Winny an. Das Video zum Titel ist im klassischen Stil der Band und beinhaltet wieder viel Satire und Innovation.

### 2018:VAP- Musikvideo und neue EP
Am 18. September 2018 veröffentlichten Maximum The Hormone auf ihrem offiziellen YouTube-Kanal ein neues Musikvideo, mit dem Titel VAP. Dies ist die erste neue Veröffentlichung der Band seit fünfeinhalb Jahren. Wie auf der offiziellen Webseite der Band nachzulesen ist, entschied man sich aufgrund der Absage bevorstehender Konzerte, welche die Band wegen eines schweren Bandscheibenvorfalls ihres Sängers Daisuke Tsuda annullieren musste, dafür, diese Single als eine Art Entschädigung für die Fans zu veröffentlichen. Außerdem verkündet das Lied den Weggang von ihrer bisherigen Plattenfirma VAP und die neue Zusammenarbeit mit dem Musiklabel Warner. Das Lied ist in einer mysteriösen Sprache vom „Planeten Ryo“ gesungen, die nur Ryo Kawakita versteht. Am 25. November 2018 veröffentlichten Maximum The Hormone ihre neue EP Korekara no Menkata Kotteri no Hanashi wo Shiyo, diese enthält 4 Lieder und zusätzlich noch einen Manga.

## Diskografie

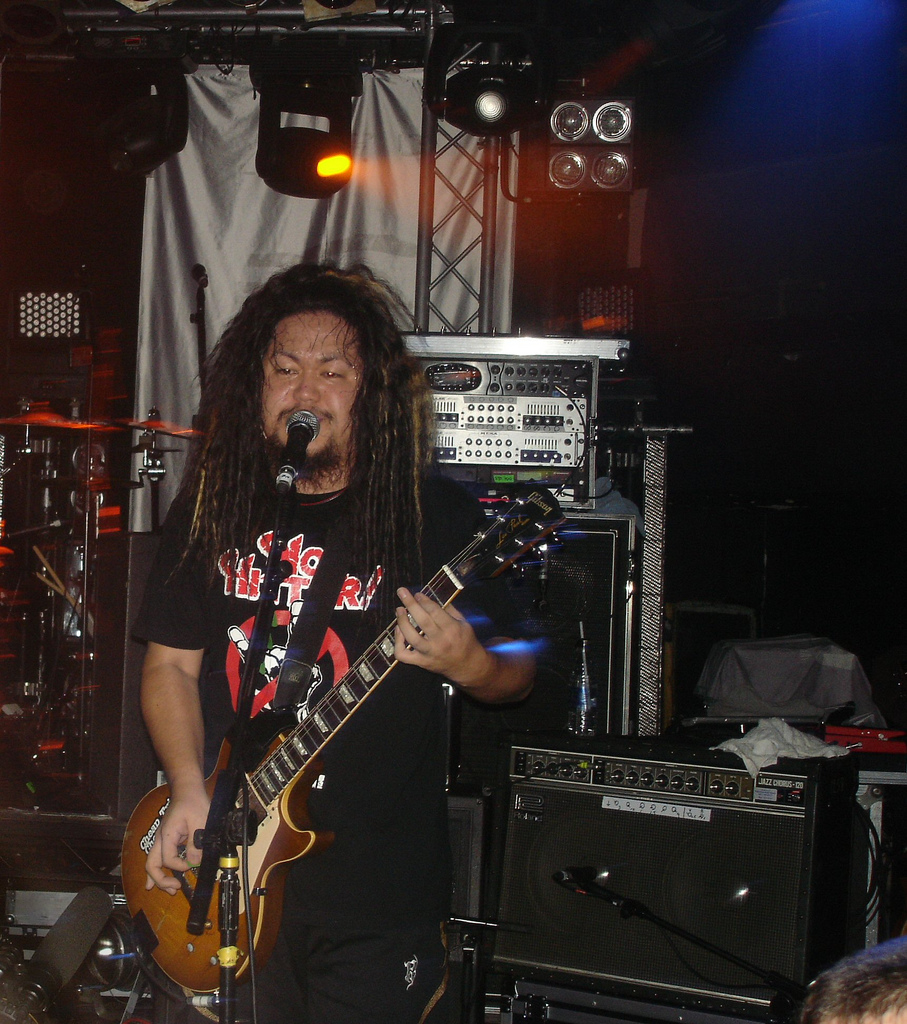
Ryo Kawakita im Astoria (2008)

### Alben und EPs
| Jahr | Titel                                                        | Höchstplatzierung, Gesamtwochen, AuszeichnungChartsChartplatzierungen (Jahr, Titel, Platzierungen, Wochen, Auszeichnungen, Anmerkungen) | Anmerkungen                            |
| Jahr | Titel                                                        | JP | Anmerkungen                            |
| ---- | ------------------------------------------------------------ | --- | -------------------------------------- |
| 2001 | Ootori (鳳), Chinese Phoenix                                 | — | Erstveröffentlichung: 14. Februar 2001 |
| 2002 | Mimi Kajiru (耳噛じる), To Bite the Ear                      | JP291 (1 Wo.)JP | Erstveröffentlichung: 23. Oktober 2002 |
| 2004 | Kusoban (糞盤), Shit Disc                                    | JP72 (11 Wo.)JP | Erstveröffentlichung: 21. Januar 2004  |
| 2005 | Rockinpo Goroshi (ロッキンポ殺し), Rock Impotence Killer     | JP27 Gold · (110 Wo.)JP | Erstveröffentlichung: 2. März 2005     |
| 2007 | Bu-ikikaesu (ぶっ生き返す), I’m Gonna Bring You Back to Life | JP5 Gold · (252 Wo.)JP | Erstveröffentlichung: 14. März 2007    |
| 2013 | Yoshu Fukushu (予襲復讐), Our Merciless HomeWARk             | JP1 Platin · (237 Wo.)JP | Erstveröffentlichung: 31. Juli 2013    |

### Singles
| Jahr | Titel Album | Höchstplatzierung, Gesamtwochen, AuszeichnungChartsChartplatzierungen (Jahr, Titel, Album, Platzierungen, Wochen, Auszeichnungen, Anmerkungen) | Anmerkungen                             |
| Jahr | Titel Album | JP | Anmerkungen                             |
| ---- | --- | --- | --------------------------------------- |
| 2000 | Bullpen Catcher’s Dream (ブルペン キャッチャーズ ドリーム) – | — | Erstveröffentlichung: Oktober 2000      |
| 2002 | Niku Cup (肉コップ), Meat Cup – | — | Erstveröffentlichung: 29. Mai 2002      |
| 2003 | Enzui Tsuki Waru (延髄突き割る), To Stab and Split the Brain Kusoban | — | Erstveröffentlichung: 3. September 2003 |
| 2004 | Rock Bankurawase / Minoreba Rock (ロック番狂わせ／ミノレバ☆ロック), Rock Surprise Rokkinpo Goroshi | JP33 (7 Wo.)JP | Erstveröffentlichung: 23. Juni 2004     |
| 2004 | Hocho.Hasami.Cutter.Knife.Dosu.Kiri / Reireireireireireireirei Mamamamamamamama (包丁・ハサミ・カッター・ナイフ・ドス・キリ／霊霊霊霊霊霊霊霊魔魔魔魔魔魔魔魔), Kitchen Knife • Scissors • Cutter • Knife • Yakuza Sword • Cuts / Ghost Ghost Ghost Ghost Ghost Ghost Ghost Ghost Demon Demon Demon Demon Demon Demon Demon Demon Rokkinpo Goroshi | JP50 (7 Wo.)JP | Erstveröffentlichung: 25. November 2004 |
| 2005 | Zawa.. ..Zawa.. .. ..Za.. Zawa.. .. .. ..Zawa (ざわ・・・ざわ・・・ざ・・ざわ・・・・・・ざわ), The Sound of People Talking Buiikikaesu | JP14 (15 Wo.)JP | Erstveröffentlichung: 16. November 2005 |
| 2006 | Koi no Mega Lover (恋のメガラバ), Love’s Megalover Buiikikaesu | JP9 (22 Wo.)JP | Erstveröffentlichung: 5. Juli 2006      |
| 2008 | Tsume Tsume Tsume/’F’ (爪爪爪/‹F›), Nail Nail Nail/F Yoshu Fukushu | JP2 Gold · (47 Wo.)JP | Erstveröffentlichung: 9. Juli 2008      |
| 2011 | Greatest The Hits 2011-2011 (グレイテスト・ザ・ヒッツ 2011~2011) Yoshu Fukushu | JP1 Gold · (33 Wo.)JP | Erstveröffentlichung: 23. März 2011     |
| 2024 | Ki・Se・I・Rush – | JP5 (35 Wo.)JP | Erstveröffentlichung: 19. Juni 2024     |

### Videoalben
| Jahr | Titel                                                          | Höchstplatzierung, Gesamtwochen, AuszeichnungChartsChartplatzierungen (Jahr, Titel, Platzierungen, Wochen, Auszeichnungen, Anmerkungen) | Anmerkungen                              |
| Jahr | Titel                                                          | JP | Anmerkungen                              |
| ---- | -------------------------------------------------------------- | --- | ---------------------------------------- |
| 2004 | 唯我独音 Special Edition ～赤盤                                | — | Erstveröffentlichung: 28. April 2004     |
| 2005 | Debu Vs. Debu                                                  | JP16 (65 Wo.)JP | Erstveröffentlichung: 15. September 2005 |
| 2006 | Deco Vs. Deco                                                  | JP2 Gold · (75 Wo.)JP | Erstveröffentlichung: 19. März 2008      |
| 2009 | Tange Kouki Video Collection                                   | JP184 (2 Wo.)JP | Erstveröffentlichung: 25. Februar 2009   |
| 2015 | Deka Vs. Deka                                                  | JP1 (47 Wo.)JP | Erstveröffentlichung: 18. November 2015  |
| 2018 | 京都大作戦 2007-2017 10th Anniversary ! ～心ゆくまでご覧な祭～ | JP2 (5 Wo.)JP | Erstveröffentlichung: 27. Juni 2018      |
| 2018 | 京都大作戦 2017 Live ～心ゆくまでご覧な祭～                    | JP38 (3 Wo.)JP | Erstveröffentlichung: 27. Juni 2018      |
| 2019 | 血まみれスケバンチェーンソー Red 後編 ギーコの覚醒             | JP225 (1 Wo.)JP | Erstveröffentlichung: 21. August 2019    |
| 2019 | 血まみれスケバンチェーンソー Red 前編 ネロの復讐               | JP211 (1 Wo.)JP | Erstveröffentlichung: 21. August 2019    |
| 2022 | Dhurah Vs. Dhurah                                              | — | Erstveröffentlichung: 12. Januar 2022    |